# Rencontres internationales de Genève
Die Rencontres internationales de Genève (deutsch: Internationale Genfer Begegnungen), abgekürzt: RIG, sind eine Tagungsreihe, deren Tagungen seit 1946 jährlich oder zweijährlich in Genf stattfinden. Zu diesem interdisziplinären Symposion treffen sich  Schriftsteller, Philosophen, Wissenschaftler, Künstler, Historiker, Soziologen und Theologen, um im Rahmen von Vorträgen und Diskussionen dringliche Gegenwartsprobleme zu verhandeln. Die Tagungen werden von einem unabhängigen Verein getragen, der von öffentlicher und privater Hand unterstützt wird.

## Geschichte
Die Rencontres internationales de Genève entstanden als direkte Reaktion auf den Zweiten Weltkrieg und die aus ihm resultierende Spaltung Europas. Im Juni 1945, zwei Monate nach Kriegsende, schlug der Genfer Unternehmer Émile Bercher dem damaligen Rektor der Universität Genf Antony Babel vor, nach dem Vorbild der Luzerner Musikfestwochen einen Kongress zu organisieren, an dem europäische Künstler und Intellektuelle den abgebrochenen Dialog wiederaufnehmen und die Neugestaltung Europas vorbereiten können. Er gewann für sein Vorhaben die Unterstützung verschiedener Genfer Persönlichkeiten: Henri de Ziegler, Marcel Raymond, Victor Martin, Ernest Ansermet, Henri Gagnebin, Robert de Traz, Jacques Chenevière, Philippe Albert, Samuel Baud-Bovy. Mit finanzieller Unterstützung von Stadt und Kanton Genf, der Universität Genf sowie privaten Geldgebern und dank ideeller Unterstützung durch das Schweizer Aussendepartement, damals geführt von Max Petitpierre, konnte das neugegründete Komitee im Herbst seine Arbeit aufnehmen.
Die erste Austragung fand vom 2. bis 14. September 1946 zum Thema «L’esprit européen» (Der Geist Europas) statt. Es nahmen daran als Hauptredner Julien Benda, Jean Guéhenno, Georges Bernanos, Franceso Flora, Stephen Spender, Karl Jaspers, Georg Lukács, Jean Rudolf von Salis und Denis de Rougemont teil. Daneben hatten die Organisatoren rund vierzig Persönlichkeiten des intellektuellen Lebens eingeladen, die mit den Referenten in einen Dialog eintreten sollten: unter ihnen Lucien Goldmann, Maurice Merleau-Ponty, Jean Starobinski und François Bondy.
Die Tagung war ein «europäisches Ereignis», das von den bedeutenden Zeitungen in Frankreich, Italien, Österreich, Grossbritannien, Spanien, Belgien, der Niederlande, der Schweiz sowie in mehreren Zeitungen Nord- und Südamerikas und Nordafrikas aufgegriffen wurde. Reden und Debatten wurden nachgedruckt oder im Rundfunk ausgestrahlt. Anlässlich der ersten Vollversammlung der UNESCO in Paris Ende 1946 wurde in Vorträgen, u. a. von André Malraux und Louis Aragon, bereits auf die Rencontres internationales de Genève in zustimmender oder ablehnender Weise verwiesen. Claus Hässig hält fest: «dass 1946 während fast zwei Wochen über fünfzig geistige Vordenker Europas aus meist zerstörten und wenig zuvor noch kriegführenden Ländern über die Zukunft des Kontinents diskutieren konnten, war unter den damaligen Umständen einzigartig.»
Das Organisationskomitee beschloss angesichts des positiven Verlaufs die Veranstaltung fortzuführen. Die Rencontres fanden bis 1965 jährlich, danach im Zweijahresrhythmus statt. Heute werden sie wieder jährlich durchgeführt. Während dreissig Jahren waren die Rencontres durch die Präsidentschaft des Literaturhistorikers Jean Starobinski geprägt.
Bisherige Präsidenten des Vereins waren: Antony Babel (1945–1960), Louis Maire (1961–1962), Victor Martin (1963–1964), Jean Starobinski (1965–1996), Georges Nivat (1996–2008), Philippe Burrin (2008–2014), Robert Roth (2014–2015) und Michel Porret (seit 2015).

## Bedeutung
Neben der aufsehenerregenden ersten Austragung ist gemäss Claus Hässig für die ersten ca. zehn Jahre des Bestehens eine «europaweite Ausstrahlung» der Tagungen belegbar. Aber auch in den folgenden Jahrzehnten liessen sich die grossen Namen der europäischen Intelligenz für eine Teilnahme gewinnen.
Die Recontres internationales de Genève führten ausserdem zur Gründung von zwei geistesverwandten Organisationen: der Société européenne de culture durch Umberto Campagnolo 1950 in Venedig und des Centre européen de la culture durch Denis de Rougemont 1950 in Genf.

## Publikationen
Die Tagungen werden jeweils in einem Band dokumentiert, der bis 1995 bei den Éditions de la Baconnière publiziert wurde und seit 1997 im Verlag L’Âge d’Homme erscheint.